# بارن

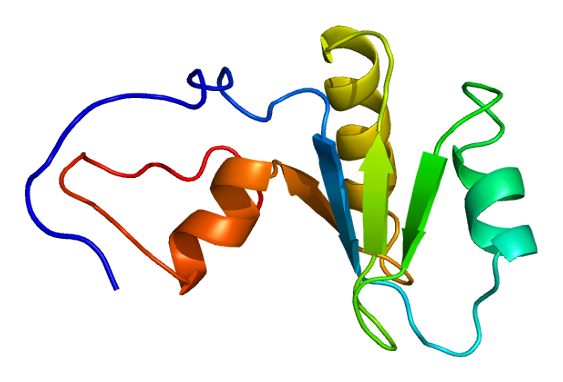

بارن
(بالإنجليزية: PARN)‏ وهو اختصار لكلمة بالإنجليزية (بالإنجليزية: Poly(A)-specific ribonuclease PARN)‏ وهو أنزيم محلل للرايبوز المتعدد الأدنين، كما يوجد أيضا بارن معروف باسم (بالإنجليزية: ribonuclease polyadenylate)‏ أو (بالإنجليزية: deadenylating nuclease)‏ هو الأنزيم الذي يكون موجودا في الإنسان وهو مشفر بواسطة جين يدعى جين بارن (بالإنجليزية: PARN gene)‏.

## الوظيفة
وظيفته في تحليل ذيل المتعدد الادينوسين الأحادي وغالبا ما تكون الخطوة الأولى في اضمحلال مرسال الحمض الريبي النووي في حقيقة النواة.